# Organización territorial de Finlandia

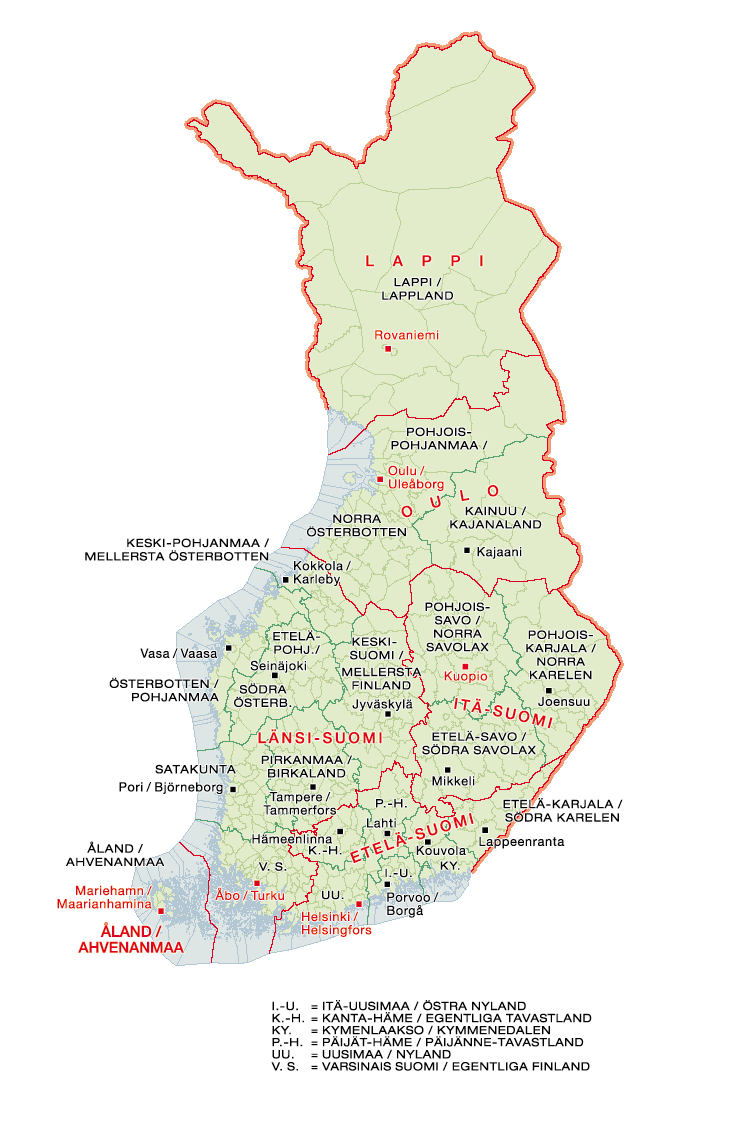
Subdivisiones de Finlandia.

Desde el 1 de enero de 1895, hasta el final de 2009 Finlandia se dividía en:
- 6 provincias (Finés lääni, Sueco län)
- Las provincias se dividen en 20 regiones (Finés maakunta, Sueco landskap)
- Las regiones se dividen en 74 subregiones (Finés seutukunta, Sueco ekonomisk region)
- Las subregiones se dividen en 342 municipalidades (Finés kunta, Sueco kommun)

También hay Provincias históricas de Finlandia (Finés: maakunnat o provinssit – singular maakunta o provinssi), Sueco: landskap).
También hay 90 distritos locales (Finés kihlakunta, Sueco härad) que sirven como las unidades administrativas oficiales locales del estados, coordinando trabajos como policía y justicia. Estas son oficialmente subdivisiones de las provincias. Solo las provincias y distritos locales son formalmente unidades administrativos del estado finés.
Debería ser notado que a pesar de que las decisiones son generalmente tomadas a nivel estatal o municipal, los niveles intermedios tienen ciertos poderes, pero representación popular en estos niveles es extremadamente limitada. Sin embargo, desde 2005 hay un concejo elegido directamente experimental en la región de Kainuu, y este modelo puede ser tomado en uso en otras regiones como también puede ser encontrado competente.